# Giannis Arabatzis
Giannis Arabatzis (Greacă: Γιάννης Αραμπατζής; n. 9 mai 1991, Makrochori, Veria), este un fotbalist grec, care evoluează pe postul de portar la clubul din țara sa natală, AOK Kerkyra.

## Palmares
AEK Atena
- Cupa Greciei: 2010-2011